# Jean Siméon Chardin
Jean Siméon Chardin, o anomenat erròniament i fins i tot durant la seva vida com a Jean-Baptiste-Siméon Chardin, (París, 2 de novembre de 1699 – París, 6 de desembre de 1779) és considerat com un dels pintors francesos més importants del segle xviii. És conegut principalment per les seves natures mortes, retrats i pintures al pastel.

## Biografia
Jean Siméon Chardin va néixer a Ρarís, de pare artesà ebenista i fabricant de billars. No se saben massa detalls de la seva educació abans del 6 de febrer del 1724. Se sap que va ser alumne de Pierre-Jacques Cazes, un pintor de paisatges històrics, i que va seguir els consells de Noël Nicolas Coypel. El 6 febrer 1724 va ser admès a l'Acadèmia de Saint-Luc amb el títol de Mestre, al que va renunciar el 1729. Segons els germans Goncourt, Coypel li van demanar que pintés un fusell en un quadre de caça, ell que era un apassionat per les natures mortes.

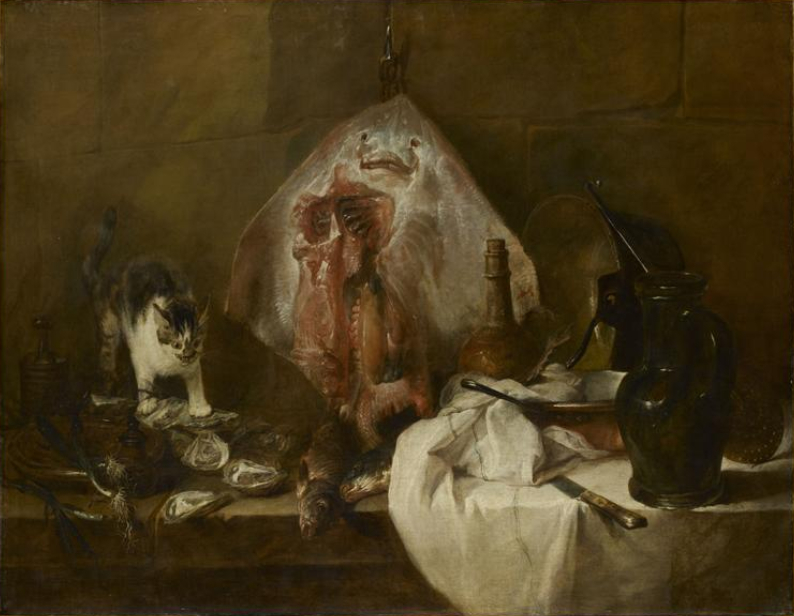
La rajada
1728
Museu del Louvre, París

És probable que el 1728, dos membres de l'Acadèmia Reial de Pintura i Escultura, Louis Boullongne i Nicolas de Largillière, es fixaran en dos dels quadres que van ser presentats en l'Exposició de la joventut (presentacions lliures a l'aire lliure al voltant de la plaça Dauphine i que es realitzaven el dia de Corpus Christi). El 25 setembre 1728, la natura morta amb gat i rajada (La rajada) i la natura morta amb gat i pecat (El buffet) són les obres mestres que li van donar el títol d'acadèmic «en el talent dels animals i les fruites», és a dir el nivell més baix de la jerarquia de gèneres (històrics, retrats, paisatges, marines, flors i fruits) que regia l'Acadèmia Reial Francesa.
La ratjada és objecte d'una admiració i fascinació unànimes des del segle xviii. El buffet és una de les primeres obres datades de Chardin. Henri Matisse va realitzar còpies d'aquestes dues obres el 1896. Aquestes obres representen un animal viu, model molt rar per a Chardin que pintava molt a poc a poc, corregint contínuament els detalls, el que no és convenient per a la pintura d'animals vius. És probable també que temés la comparació amb els dos mestres «en el talent dels animals» de l'època: Alexandre-François Desportes (1661-1743) i Jean-Baptiste Oudry (1661-1778). Oudry l'havia precedit a l'Acadèmia Saint-Luc (1708) i en l'Acadèmia Reial (1717).
El 1731 Jean Siméon es va casar amb Margarida Saintard, set anys després d'haver signat un contracte de matrimoni amb ella. El seu pare va morir poc després i el seu fill Jean Pierre va néixer al novembre. Aquest mateix any sota la direcció de Jean-Baptiste van Loo (1684-1745) va participar en la restauració dels frescos de la galeria de Francesc I de França del Palau de Fontainebleau. Quatre anys més tard moriria la seva dona, Margarida.

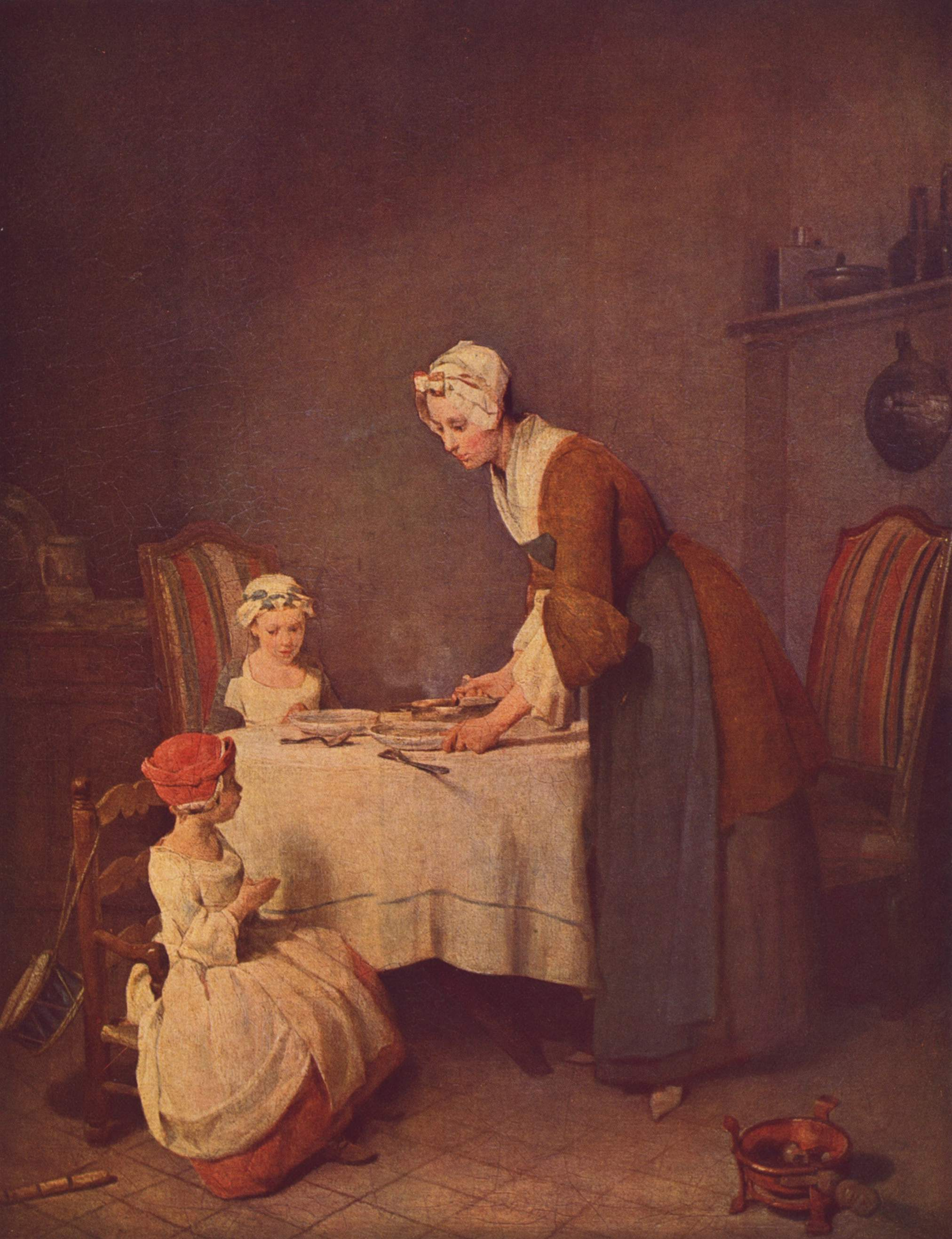
Benedicció
1740 (49×38 cm)
Museu del Louvre (París)

Chardin va ser presentat el 1740 a Lluís XV de França a Versalles per Philibert Orry, superintendent dels edificis del rei, i interventor general de finances. Chardin per a l'ocasió ofereix dos quadres al rei, la Benedicció i La mare treballadora. Va ser l'única vegada que Chardin va coincidir amb Lluís XV.
El 1744, Chardin amb 45 anys es casa amb Françoise Marguerie Pouget (1707-1791) que tenia 37 anys. Poc després serà protegit per un personatge important, el marquès de Vandières, futur marquès de Marigny i director dels edificis del rei entre 1751 i 1773. Amb el rang precís de Director dels Edificis, Arts, Acadèmies, Jardins i Manufacturas del Rei, era germà de Madame de Pompadour. Com la seva germana, apreciava molt el talent de Chardin del qual posseïa algunes obres. És ell qui va beneficiar Chardin per a l'obtenció d'una pensió de 500 lliures.
El seu fill Jean-Pierre, després de l'obtenció el 1754 del primer premi de l'Acadèmia, viatjà a Roma per continuar els seus estudis. Segrestat per uns corsaris el 1762 davant les costes de Gènova moriria després del seu alliberament el 1767.
Chardin va ser nomenat Tresorer de l'Acadèmia el 1755 i dos anys més tard Lluís XV li concedí un habitatge oficial a les galeries del Louvre a instàncies del marquès de Marigny. Resta molt ocupat per les seves funcions de tresorer i per la responsabilitat d'organitzar la instal·lació dels quadres per al Saló de l'Acadèmia, ofici anomenat «tapissier» (tapisser); aquesta responsabilitat li causa diversos altercats amb Oudry; per tot això, Chardin va tornar al seu primer ofici a partir de 1748 i va pintar cada vegada més natures mortes. Va exposar encara algunes escenes de gènere però ja les havia deixat de realitzar i només són obres anteriors o variants d'aquestes.
Entre 1755 i 1757, Chardin canvia a poc a poc d'estil, i realitza obres en què multiplica i miniaturitzar els objectes, intenta organitzar composicions més ambicioses en les quals donarà més importància a les transparències; cada vegada més el preocupa l'aspecte del conjunt fent sorgir d'una penombra misteriosa objectes i fruits.
El 1765 va ser acceptat per unanimitat com a associat lliure en l'Acadèmica de Ciències i Belles lletres de Rouen. El 1769 el matrimoni Chardin va rebre una renda vitalícia de 2000 lliures que augmentà en 200 lliures l'any següent. El 1772 Chardin va emmalaltir. Patia probablement del «mal de la pedra" (còlic nefrític). El 1779 a causa de la seva edat i la seva malaltia dimiteix del seu càrrec de tresorer de l'Acadèmia. Moriria el 6 de desembre del mateix any.